# Iñaki Williams
Iñaki Williams Arthuer (* 15. června 1994 Bilbao) je ghanský profesionální fotbalista, který hraje na pozici útočníka za španělský klub Athletic Bilbao a za ghanskou reprezentaci.
Williams je odchovancem Athleticu Bilbao a za klub nastoupil do více než 350 zápasů. Je držitelem rekordu La Ligy, když odehrál 251 zápasů v řadě. V sezóně 2020/21 vstřelil vítězný gól v Supercopa de España.
Williams se narodil ve Španělsku ghanským rodičům a za španělskou reprezentaci debutoval v roce 2016. V roce 2022 se rozhodl reprezentovat Ghanu a byl nominován na mistrovství světa 2022.

## Klubová kariéra

### Athletic Bilbao

#### Mládež a rezervní tým
Williams se narodil v Bilbau ghanským rodičům (kteří se do Španělska dostali pěšky přes Saharu a plot na hranici s Melillou), většinu dětství prožil v Pamploně, kde hrál v akademii místního klubu CD Pamplona, v 18 letech se pak přesunul do akademie Athleticu Bilbao. 25. června 2013 podepsal s baskickým klubem smlouvu do roku 2017.
Sezonu 2013/14 Williams začal ve farmářském klubu Bilbaa v Basconii, který působil v Tercera División. V polovině sezóny se přesunul do rezervního týmu Bilbaa hrající Segunda División B.
Na začátku sezony 2014/15 se Williams blýskl hattrickem v utkání proti Amorebietě, který B-tým Bilbaa vyhrál 4:0, a 7. září 2014 na něj navázal dalším třígólovým přídělem při výhře 5:1 nad Leioou. Přestože odehrál jen první polovinu sezony, vstřelil v 18 zápasech 13 gólů a pomohl týmu postoupit do Segunda División.

#### Sezóna 2014/15
Dne 6. prosince 2014 se Williams díky zranění Aritze Adurize dostal ke svému debutu v A-týmu (a v La Lize), a to když nastoupil při domácí prohře 1:0 proti Córdobě. Svůj první gól vstřelil 19. února následujícího roku, když nastoupil a přispěl k remíze 2:2 na hřišti Turína v šestnáctifinále Evropské ligy UEFA, a stal se tak prvním černochem, který skóroval v dresu Bilbaa.
17. května 2015 vstřelil Williams svůj první gól ve španělské nejvyšší soutěži, když v poslední minutě rozhodl o vítězství 3:2 nad Elche. O třináct dní později vstřelil jediný gól Bilbaa při prohře 3:1 s Barcelonou ve finále Copa del Rey na Camp Nou. O tři měsíce později přišel kvůli zranění o vítězství v Supercopa de España 2015 nad stejným soupeřem.

#### Sezóna 2015/16
Williams se 1. listopadu 2015 dvěma góly podílel na vítězství 3:1 nad Betisem. V následujícím zápase proti Partizanu ve skupinové fázi Evropské ligy (výhra 5:1) se mu to povedlo znovu. Williams se prosadil i ve třetím zápase v řadě, když gólem pomohl porazit Espanyol 2:1 na San Mamés.

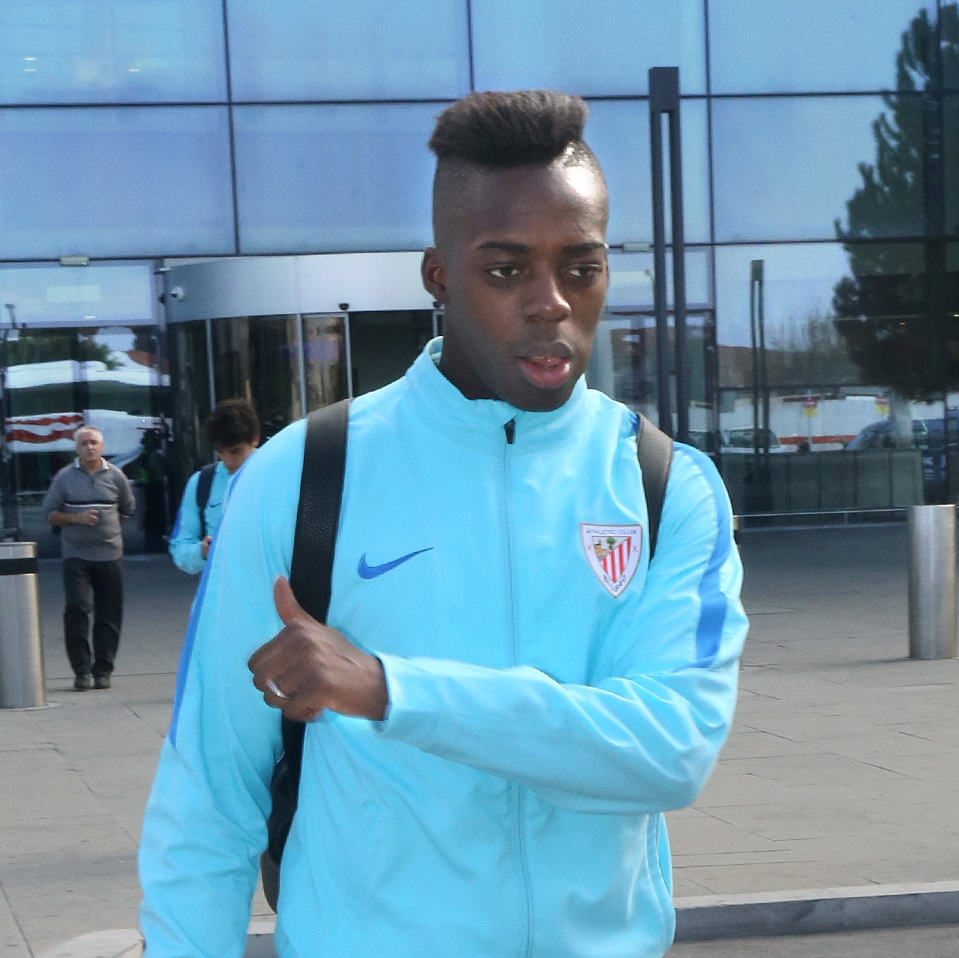
Williams s Athleticem Bilbao (2015)

Na konci ledna 2016 se začalo spekulovat o Williamsově odchodu do Anglie, kdy o jeho služby měl zájem Arsenal, Liverpool či Manchester City. Williams však souhlasil s prodloužením smlouvy do roku 2021. 6. února byl spolu s protihráčem Danielem Bonerou vyloučen po domácí bezbrankové remíze s Villarrealem. 17. dubna 2016 chyběl v sestavě Bilbaa při venkovní výhře 1:0 nad Málagou (od tohoto utkání odehrál Williams následujících 251 zápasů v řadě, což je rekordem La Ligy).

#### Sezóna 2017/18
Na podzim 2017 vstřelil Williams důležité góly v Evropské lize proti Östersundu, a Herthě Berlín a pomohl svému týmu postoupit z prvního místo ve skupině. 17. ledna 2018 se dohodl na prodloužení smlouvy do roku 2025.

#### Sezóna 2018/19
Dne 13. ledna 2019 vstřelil Williams oba góly při domácím ligovém vítězství 2:0 nad Sevillou a na San Mamés se trefil poprvé po 41 ligových utkáních (předtím skóroval naposledy v prosinci 2016). Jeho druhý gól v utkání byl později renomovaným deníkem Marca označen za nejkrásnější branku sezóny. Tento zápas byl zároveň jeho 100. ligovým utkáním v řadě, stal se teprve pátým hráčem Athleticu, kterému se to podařilo; za své výkony byl vyhlášen hráčem měsíce ledna La Ligy.

#### Sezóna 2019/20
Williams podepsal v srpnu 2019 devítiletou smlouvu s výstupní klauzulí ve výši 135 milionů eur. Koncem téhož měsíce nastoupil a vstřelil gól při vítězství 2:0 v baskickém derby proti Realu Sociedad. 24. listopadu se střelecky prosadil při venkovním vítězství 2:1 nad Osasunou. Nastoupil také do 133. utkání v řadě ve španělské nejvyšší soutěži, čímž vytvořil nový klubový rekord, který předtím držel Carmelo Cedrún.

#### Sezóna 2020/21
Dne 17. ledna 2021 skóroval Williams v prodloužení finále španělského Superpoháru proti Barceloně (výhra 3:2). 11. září odehrál své 300. utkání v dresu Athleticu a gólem pomohl k vítězství 2:0 proti Mallorce. O týden později se stal teprve druhým hráčem, který odehrál 200 po sobě jdoucích zápasů španělské ligy, když nastoupil k utkání na půdě Atlética Madrid. 1. října vytvořil nový rekord, když v domácím zápase s Alavésem nastoupil do 203. utkání v řadě a překonal tak rekord Juana Antonia Larrañagy z Realu Sociedad z let 1986 až 1992.

#### Sezóna 2021/22
Dne 17. dubna 2022, kdy nastoupil proti Celtě, překročil Williams hranici šesti let od posledního vynechaného ligového zápasu v dresu Bilbaa a prodloužil svůj vlastní rekord v počtu po sobě jdoucích odehraných zápasů ve španělské nejvyšší soutěži na 224.

#### Sezóna 2022/23
Dne 17. září Williams skŕoval při výhře 3:2 nad Rayem Vallecano a střelecky prosadili i jeho mladší bratr Nico. Zmíněné duo poprvé skórovalo naráz v jednom ligovém zápase a stali se první bratrskou dvojicí, která skórovala za stejný tým v jednom zápase La Ligy od 1. října 2005, kdy se to povedlo Diegovi a Gabimu Militovým s Realem Zaragoza na Camp Nou proti Barceloně.
Jeho šestiletá série 251 ligových zápasů v řadě skončila 29. ledna 2023, kdy scházel kvůli zdravotním problémům v nominaci Athleticu na zápas s Celtou Vigo.

## Reprezentační kariéra

### Španělsko
Dne 20. března 2015 byl Williams poprvé povolán do španělské reprezentace do 21 let. 26. března ve španělské jednadvacítce debutoval v utkání proti Norsku kdy v Cartageně o poločase přátelského utkání nahradil Munira El Haddadiho.
V seniorské reprezentaci debutoval 29. května, když po hodině hry nahradil Marca Asensia v přátelském utkání s Bosnou a Hercegovinou (výhra 3:1).

### Ghana
V roce 2021, kdy za Španělsko nenastoupil k žádnému soutěžnímu utkání, se vyjádřil, že netouží reprezentovat Ghanu: „Moji rodiče pocházejí z Akkry a já tam opravdu rád jezdím. Ale nenarodil jsem se tam ani nevyrůstal. Nemyslím si, že by bylo správné zabírat místo někomu, kdo si to opravdu zaslouží.“ Místní média to interpretovala jako odmítnutí možné reprezentační pozvánky.
Nakonec 5. července 2022 Williams oznámil, že by rád reprezentoval africkou zemi na mistrovství světa v roce 2022. V září byl do ghanské reprezentace povolán, a to na přátelské zápasy s Brazílií a Nikaraguou. Proti prvnímu jmenovanému debutoval a odehrál druhý poločas utkání v Le Havru (prohra 0:3).
V listopadu byl nominován na závěrečný turnaj mistrovství světa. Spolu se svým bratrem Nicem byli po osmi letech dalšími sourozenci, kteří si na fotbalovém mistrovství světa zahráli za různé týmy. Iñaki byl nominován do Kataru jako člen reprezentace Ghany, jeho mladší bratr Nico se dostal do výběru Španělska.

## Statistiky

### Klubové
K 26. lednu 2023
| Klub              | Sezóna  | Liga               | Liga   | Liga | Copa del Rey | Copa del Rey | Evropské poháry | Evropské poháry | Ostatní | Ostatní | Celkem | Celkem |
| Klub              | Sezóna  | Liga               | Zápasy | Góly | Zápasy       | Góly         | Zápasy          | Góly            | Zápasy  | Góly    | Zápasy | Góly   |
| ----------------- | ------- | ------------------ | ------ | ---- | ------------ | ------------ | --------------- | --------------- | ------- | ------- | ------ | ------ |
| Basconia          | 2013/14 | Tercera División   | 18     | 7    | —            | —            | —               | —               | —       | —       | 18     | 7      |
| Athletic Bilbao B | 2013/14 | Segunda División B | 14     | 8    | —            | —            | —               | —               | —       | —       | 14     | 8      |
| Athletic Bilbao B | 2014/15 | Segunda División B | 18     | 13   | —            | —            | —               | —               | —       | —       | 18     | 13     |
| Athletic Bilbao B | Celkem  | Celkem             | 32     | 21   | —            | —            | —               | —               | —       | —       | 32     | 21     |
| Athletic Bilbao   | 2014/15 | La Liga            | 19     | 1    | 4            | 1            | 2               | 1               | —       | —       | 25     | 3      |
| Athletic Bilbao   | 2015/16 | La Liga            | 25     | 8    | 5            | 3            | 7               | 2               | 0       | 0       | 37     | 13     |
| Athletic Bilbao   | 2016/17 | La Liga            | 38     | 5    | 3            | 2            | 8               | 1               | —       | —       | 49     | 8      |
| Athletic Bilbao   | 2017/18 | La Liga            | 38     | 7    | 1            | 0            | 13              | 3               | —       | —       | 52     | 10     |
| Athletic Bilbao   | 2018/19 | La Liga            | 38     | 12   | 3            | 2            | —               | —               | —       | —       | 41     | 14     |
| Athletic Bilbao   | 2019/20 | La Liga            | 38     | 6    | 8            | 3            | —               | —               | —       | —       | 46     | 9      |
| Athletic Bilbao   | 2020/21 | La Liga            | 38     | 6    | 6            | 1            | —               | —               | 2       | 1       | 46     | 8      |
| Athletic Bilbao   | 2021/22 | La Liga            | 38     | 8    | 4            | 0            | —               | —               | 2       | 0       | 44     | 8      |
| Athletic Bilbao   | 2022/23 | La Liga            | 18     | 5    | 4            | 0            | —               | —               | —       | —       | 22     | 5      |
| Athletic Bilbao   | Celkem  | Celkem             | 290    | 58   | 38           | 12           | 30              | 7               | 4       | 1       | 362    | 78     |
| Celkem            | Celkem  | Celkem             | 340    | 86   | 38           | 12           | 30              | 7               | 4       | 1       | 412    | 106    |

### Reprezentační
K 26. lednu 2023
| Španělsko | Španělsko | Španělsko |
| Rok       | Zápasy    | Góly      |
| --------- | --------- | --------- |
| 2016      | 1         | 0         |
| Celkem    | 1         | 0         |
| Ghana     |           |           |
| 2022      | 6         | 0         |
| Celkem    | 6         | 0         |

## Ocenění

### Klubová

#### Athletic Bilbao
- Supercopa de España: 2020/21[43]
- Copa del Rey: 2019/20 (druhé místo),[65] 2020/21 (druhé místo)[66]

### Reprezentační

#### Španělsko U21
- Mistrovství Evropy do 21 let: 2017 (druhé místo)[67]

### Individuální
- Hráč měsíce v La Lize: leden 2019[37]
- Zlatý gól sezóny deníku Marca: 2018/19[35]